# Liste der denkmalgeschützten Objekte in Lustenau
Die Liste der denkmalgeschützten Objekte in Lustenau enthält die 26 denkmalgeschützten, unbeweglichen Objekte der Vorarlberger Marktgemeinde Lustenau in Österreich.

## Denkmäler
| Foto |                 | Denkmal | Standort                                              | Beschreibung | Metadaten |
| ---- | --------------- | --- | ----------------------------------------------------- | --- | --- |
| ja   | Datei hochladen | Anlage Villa Adolf Hämmerle HERIS-ID: 243091seit 2023                                                              | Bahnhofstraße 4 Standort KG: Lustenau                 | Neben seiner Stickerei in der Bahnhofstraße ließ der Industrielle Adolf Hämmerle 1913 eine repräsentative Villa errichten. | BDA-Hist.: Q119231472 Status: Bescheid Stand der BDA-Liste: 2025-06-30 Name: Anlage Villa Adolf Hämmerle GstNr.: 1133/1 Villa Adolf Hämmerle                                                 |
| ja   | Datei hochladen | Villa HERIS-ID: 11627 Objekt-ID: 7734seit 2017                                                                     | Dammstraße 1 Standort KG: Lustenau                    | Die Villa im Heimatstil wurde 1907 bis 1910 aus St.-Margrethener Sandstein erbaut. Die lange Bauzeit ergab sich daraus, dass jeder Stein vor Ort zugehauen wurde. | BDA-Hist.: Q38107649 Status: Bescheid Stand der BDA-Liste: 2025-06-30 Name: Villa GstNr.: 1344/5 Dammstraße 1 (Lustenau)                                                                     |
| ja   | Datei hochladen | Anlage Villa Schmalzigaug HERIS-ID: 112254 Objekt-ID: 130328seit 2019                                              | Dammstraße 12 Standort KG: Lustenau                   | Die Jugendstilvilla wurde zu Beginn des 20. Jahrhunderts für den Fabrikanten Karl Schmalzigaug errichtet. | BDA-Hist.: Q105646794 Status: Bescheid Stand der BDA-Liste: 2025-06-30 Name: Anlage Villa Schmalzigaug GstNr.: 717/7                                                                         |
| ja   | Datei hochladen | Villa Athen HERIS-ID: 11441 Objekt-ID: 7541seit 2017                                                               | Grindelstraße 10 Standort KG: Lustenau                | Die Lustenauer Häuserchronik gibt für das Jahr 1908 den Händler Johann Hofer als Besitzer der Villa Athen an. | BDA-Hist.: Q38101279 Status: Bescheid Stand der BDA-Liste: 2025-06-30 Name: Villa Athen GstNr.: 460/1 Villa Athen                                                                            |
| ja   | Datei hochladen | Volksschule Hasenfeld HERIS-ID: 113648seit 2021                                                                    | Hasenfeldstraße 12 Standort KG: Lustenau              | Die Volksschule Hasenfeld wurde 1964 fertiggestellt. | BDA-Hist.: Q107718957 Status: Bescheid Stand der BDA-Liste: 2025-06-30 Name: Volksschule Hasenfeld GstNr.: 5999, 6004 Volksschule Hasenfeld (Lustenau)                                       |
| ja   | Datei hochladen | Gasthaus Lamm HERIS-ID: 112493 Objekt-ID: 130688seit 2016                                                          | Hohenemser Straße 20 Standort KG: Lustenau            | erbaut um 1900; seit 1902 als Gasthaus Lamm genutzt; der südliche Teil ist geschindelt und hat überhelmte Ecken | BDA-Hist.: Q37831274 Status: Bescheid Stand der BDA-Liste: 2025-06-30 Name: Gasthaus Lamm GstNr.: 6173/1 Gasthaus Lamm (Lustenau)                                                            |
| ja   | Datei hochladen | Hofammannhaus HERIS-ID: 11440 Objekt-ID: 7540                                                                      | Hofsteigstraße 46 Standort KG: Lustenau               | Von einem um 1452 erbauten Haus des Zweiraumtypus mit Stube und Flurküche sind nur noch die Grundmauern erhalten. Der Kern des Erd- und Obergeschoßes wurde Mitte des 17. Jahrhunderts aus Holz erbaut, das damals aus dem Abriss eines hundert Jahre alten anderen Hauses stammte. Später wurde der Stall neu errichtet, das Haus um ein weiteres Geschoß erhöht und um einen ostseitigen Anbau erweitert. Ende des 18. Jahrhunderts wurde die Fassade mit Klebdächern und Rocaillenmalerei verziert. Im späten 19. Jahrhundert musste der östliche Anbau einem Sticklokal weichen. Das Haus wird im Volksmund mit dem einflussreichen Ammann Hans Hagen in Verbindung gebracht, tatsächlich hat dieser aber nie darin gewohnt, sondern es in den 1650er Jahren für seinen jüngsten Sohn erbaut. Es war dann über Jahrhunderte im Besitz der Ammannfamilien Hagen und Hollenstein, wurde aber nur vier Jahre lang vom tatsächlich amtierenden Ammann bewohnt. Die landläufige Bezeichnung als „Ammannhaus“ oder „Hofammannhaus“ entspricht daher nicht dem wirklichen geschichtlichen Hintergrund, die subjektiv von der Bevölkerung empfundene starke Verwurzelung des Hauses in der Ortsgeschichte dürfte aber neben der historischen Bausubstanz eine wesentliche Rolle gespielt haben, als das Gebäude 1978 unter Denkmalschutz gestellt wurde. | BDA-Hist.: Q38101268 Status: Bescheid Stand der BDA-Liste: 2025-06-30 Name: Hofammannhaus GstNr.: 3861/1 Hofammannhaus (Lustenau)                                                            |
| ja   | Datei hochladen | Wallfahrtskapelle Maria Loreto „Am Hag“ HERIS-ID: 10871 Objekt-ID: 6936                                            | Kapellenstraße Standort KG: Lustenau                  | Ein 1645 erbauter Rechteckbau unter Satteldach mit 5/8-Chor sowie einem Glockenturm mit Zwiebeldach über dem Chor. | BDA-Hist.: Q20018669 Status: § 2a Stand der BDA-Liste: 2025-06-30 Name: Wallfahrtskapelle Maria Loreto „Am Hag“ GstNr.: 3406 Lorettokapelle (Lustenau)                                       |
| ja   | Datei hochladen | Katholischer Friedhof HERIS-ID: 10873 Objekt-ID: 6938                                                              | Maria-Theresien-Straße Standort KG: Lustenau          | Der Friedhof wurde 1834 angelegt und 1896 erweitert. | BDA-Hist.: Q38084207 Status: § 2a Stand der BDA-Liste: 2025-06-30 Name: Katholischer Friedhof GstNr.: 6 Friedhof Lustenau                                                                    |
| ja   | Datei hochladen | Priestergrab HERIS-ID: 10874 Objekt-ID: 6939                                                                       | Maria-Theresien-Straße Standort KG: Lustenau          | Das Grab mit Kruzifix wurde Anfang des 17. Jahrhunderts errichtet. | BDA-Hist.: Q38084227 Status: § 2a Stand der BDA-Liste: 2025-06-30 Name: Priestergrab GstNr.: 6 Priestergrab (Lustenau)                                                                       |
| ja   | Datei hochladen | Kath. Pfarrkirche Hll. Peter und Paul HERIS-ID: 11629 Objekt-ID: 7736                                              | Maria-Theresien-Straße Standort KG: Lustenau          | 1830 nach Plänen von Alois Negrelli von Moldelbe erbaute Kirche mit neuromanischem Langhaus unter Satteldach und einem Ostturm mit Spitzhelm. 1872–1875 in eine Hallenkirche verändert und 1951–1954 nach Plänen von Otto Linder renoviert. | BDA-Hist.: Q19971374 Status: § 2a Stand der BDA-Liste: 2025-06-30 Name: Kath. Pfarrkirche Hll. Peter und Paul GstNr.: 7298 St. Peter und Paul (Lustenau)                                     |
| ja   | Datei hochladen | Musikschule, ehem. Handelsschule HERIS-ID: 112577 Objekt-ID: 130785seit 2016                                       | Maria-Theresien-Straße 61 Standort KG: Lustenau       | um 1910 erbaut; mit reicher Dachpartie und Türmchen im Heimatstil; ursprünglich als Handelsschule genutzt, später als Musikschule | BDA-Hist.: Q37831745 Status: Bescheid Stand der BDA-Liste: 2025-06-30 Name: Musikschule, ehem. Handelsschule GstNr.: 858                                                                     |
| ja   | Datei hochladen | Kath. Pfarrkirche Zum göttlichen Erlöser HERIS-ID: 10878 Objekt-ID: 6943                                           | Maria-Theresien-Straße 85 Standort KG: Lustenau       | Eine basilikale Anlage mit Chorapsis und Südturm, die 1933/34 nach Plänen von Willibald Braun und Emanuel Thurnherr errichtet wurde. 1935 erfolgte die Einweihung. | BDA-Hist.: Q18610885 Status: § 2a Stand der BDA-Liste: 2025-06-30 Name: Kath. Pfarrkirche Zum göttlichen Erlöser GstNr.: 7323 Pfarrkirche Zum göttlichen Erlöser, Lustenau                   |
| ja   | Datei hochladen | Pfarrhof HERIS-ID: 23905 Objekt-ID: 20275                                                                          | Maria-Theresien-Straße 85 Standort KG: Lustenau       | | BDA-Hist.: Q37880049 Status: § 2a Stand der BDA-Liste: 2025-06-30 Name: Pfarrhof GstNr.: 7323                                                                                                |
| ja   | Datei hochladen | Kath. Pfarrkirche, Pfarrzentrum zum Guten Hirten in Lustenau-Hasenfeld HERIS-ID: 112540 Objekt-ID: 130746seit 2016 | Pestalozziweg 3 Standort KG: Lustenau                 | 1969 bis 1975 nach Plänen von Heinrich Tritthart erbaute moderne Kirche mit angeschlossenem Pfarrzentrum; sechseckiger Zentralraum mit Stahlrohrdachkonstruktion | BDA-Hist.: Q19971373 Status: Bescheid Stand der BDA-Liste: 2025-06-30 Name: Kath. Pfarrkirche, Pfarrzentrum zum Guten Hirten in Lustenau-Hasenfeld GstNr.: 6099/2 Guthirtenkirche (Lustenau) |
| ja   | Datei hochladen | Rheinbrücke sog. Wiesenrainbrücke HERIS-ID: 11642 Objekt-ID: 7749                                                  | westlich Philipp-Krapf-Straße 1 Standort KG: Lustenau | Errichtet als Ersatz für eine alte gedeckte Holzbrücke, eröffnet am 25. Mai 1914. Wird auch als Wiesenrainbrücke oder als Neue Widnauer Brücke bezeichnet. | BDA-Hist.: Q38108037 Status: § 2a Stand der BDA-Liste: 2025-06-30 Name: Rheinbrücke sog. Wiesenrainbrücke GstNr.: 7003 Wiesenrainbrücke                                                      |
| ja   | Datei hochladen | Kriegerdenkmal HERIS-ID: 10877 Objekt-ID: 6942                                                                     | Rathausstraße Standort KG: Lustenau                   | Das Kriegerdenkmal besteht aus einer rund drei Meter hohe Bronzestatue auf einem 2,5 Meter hohen Steinsockel, das 1932 ursprünglich zum Gedenken an die Gefallenen des Ersten Weltkrieges an der Ostseite der Pfarrkirche St. Peter und Paul aufgestellt wurde. | BDA-Hist.: Q15851406 Status: § 2a Stand der BDA-Liste: 2025-06-30 Name: Kriegerdenkmal GstNr.: 6626/1 Kriegerdenkmal Lustenau                                                                |
| ja   | Datei hochladen | Rathaus HERIS-ID: 112043 Objekt-ID: 130094seit 2013                                                                | Rathausstraße 1 Standort KG: Lustenau                 | Geplant vom Architekturbüro Gnaiger, Götsch, Griss und im Jahre 1958 fertiggestellt. Für den späteren Erweiterungsbau, das Bauamt, zeichnet der Architekt Erich Steinmayr verantwortlich. | BDA-Hist.: Q37828259 Status: Bescheid Stand der BDA-Liste: 2025-06-30 Name: Rathaus GstNr.: 410, 408/2 Rathausstraße 1 (Lustenau)                                                            |
| ja   | Datei hochladen | Wohn- und Geschäftshaus mit angebautem Wirtschaftsgebäude HERIS-ID: 11633 Objekt-ID: 7740seit 2017                 | Reichsstraße 58 Standort KG: Lustenau                 | Das Haus mit Kreuzgiebel und Eckturm wurde im Jahr 1910 im Heimatstil erbaut. | BDA-Hist.: Q38107770 Status: Bescheid Stand der BDA-Liste: 2025-06-30 Name: Wohn- und Geschäftshaus mit angebautem Wirtschaftsgebäude GstNr.: 7169 Reichsstraße 58 (Lustenau)                |
| ja   | Datei hochladen | Villa Robert Bösch HERIS-ID: 11635 Objekt-ID: 7742seit 2017                                                        | Rheinstraße 4 Standort KG: Lustenau                   | Die Jugendstilvilla mit Originalstuck und flachem Mansarddach wurde im Jahr 1906 erbaut. | BDA-Hist.: Q38107827 Status: Bescheid Stand der BDA-Liste: 2025-06-30 Name: Villa Robert Bösch GstNr.: 1178 Villa Robert Bösch                                                               |
| ja   | Datei hochladen | Bauernhaus, „Tatschhaus“ HERIS-ID: 12533 Objekt-ID: 8674                                                           | Roseggerstraße 18 Standort KG: Lustenau               | Das sogenannte Tatschhaus wird auf die Zeit vor 1808 datiert. 1895 wurde das Bauernhaus um einen Anbau erweitert, der als Sticklokal genutzt wurde. | BDA-Hist.: Q38132639 Status: Bescheid Stand der BDA-Liste: 2025-06-30 Name: Bauernhaus, „Tatschhaus“ GstNr.: 925, 927/1 Roseggerstraße 18 (Lustenau)                                         |
| ja   | Datei hochladen | Versorgungs- und Entbindungsheim HERIS-ID: 11639 Objekt-ID: 7746                                                   | Schützengartenstraße 8 Standort KG: Lustenau          | 1922 von Willibald Braun in Heimatstil erbaut. Enthält heute ein Sozialzentrum, Altersheim und eine Rettungswache. | BDA-Hist.: Q38107954 Status: § 2a Stand der BDA-Liste: 2025-06-30 Name: Versorgungs- und Entbindungsheim GstNr.: 7286, 5901/37                                                               |
| ja   | Datei hochladen | Kapelle Hl. Antonius am Wiesenrain HERIS-ID: 11636 Objekt-ID: 7743                                                 | St.-Antonius-Straße Standort KG: Lustenau             | Ein Rechteckbau aus dem Jahr 1901 unter Satteldach und Glockenturm mit Spitzhelm über dem Chor. | BDA-Hist.: Q19971149 Status: § 2a Stand der BDA-Liste: 2025-06-30 Name: Kapelle Hl. Antonius am Wiesenrain GstNr.: 6475 St. Antoniuskapelle (Lustenau)                                       |
| ja   | Datei hochladen | Wohnhaus HERIS-ID: 10872 Objekt-ID: 6937                                                                           | Staldenstraße 4 Standort KG: Lustenau                 | Ein Rheintalhaus aus der 2. Hälfte des 18. Jahrhunderts. Wohnteil mit dreiachsige Giebelfront ist ein verschindelter Blockbau auf Kellersockel. | BDA-Hist.: Q38084196 Status: Bescheid Stand der BDA-Liste: 2025-06-30 Name: Wohnhaus GstNr.: 72 Staldenstraße 4 Lustenau                                                                     |
| ja   | Datei hochladen | Villa Hofer HERIS-ID: 112030 Objekt-ID: 130081seit 2014                                                            | Steinackerstraße 3 Standort KG: Lustenau              | Die Villa Hofer wurde nach 1908 errichtet. | BDA-Hist.: Q37828190 Status: Bescheid Stand der BDA-Liste: 2025-06-30 Name: Villa Hofer GstNr.: 3646/1                                                                                       |
| ja   | Datei hochladen | Ehem. Stickereifabrik Gottfried Hofer HERIS-ID: 241848seit 2024                                                    | Widum 22 Standort KG: Lustenau                        | Gottfried Hofers Schifflistickerei wurde 1908 gebaut. | BDA-Hist.: Q126122416 Status: Bescheid Stand der BDA-Liste: 2025-06-30 Name: Ehem. Stickereifabrik Gottfried Hofer GstNr.: 7026 Ehemalige Stickereifabrik Gottfried Hofer                    |